# Callimetopus gloriosus
Callimetopus gloriosus es una especie de escarabajo longicornio del género Callimetopus,  subfamilia Lamiinae. Fue descrita científicamente por Schultze en 1922.
Se distribuye por Indonesia.

## Sinonimia
- Euclea gloriosa Schultze, 1922[2]
- Euclea opulenta Heller, 1923[2]